# Joakim Mattsson
Joakim Mattsson (født 29. december 1969) er en svensk fodboldtræner. Han kom til Danmark i 1995, og har tidligere været assistenttræner i Silkeborg IF, Randers FC og Odense Boldklub, hvor han også har været ungdomstræner. Mattsson har bl.a. trænet Christian Eriksen og Rasmus Falk i OB. Han har senest været træner for Fremad Amager.

## Karriere
Den 14. juni 2013 overtog han stillingen, som assistenttræner i Odense Boldklub, efter Thomas Helveg havde sagt sin stilling op.
Den 1. juli 2015 overtog han stillingen, som cheftræner i Skive IK fra 1.division 2015-16 på en 1-årig kontrakt gældende til sommeren 2016, som efterfølger til Jakob Michelsen.
I april 2016 blev det meddelt at Skive IK og Mattsson ikke ville forlænge samarbejdet. Efterfølgende den 21. juni 2016 blev Mattsson præsenteret, som ny cheftræner i Vendsyssel FF på en 1-årig kontrakt gældende til sommeren 2017. Han blev fyret den 13. februar 2017, efter at klubben var blevet overtaget af nye ejere, selvom holdet på daværende tidspunkt lå på en delt 1.plads i 1. division.
Joakim Mattsson overtog jobbet som cheftræner i nyoprykkede Thisted FC (1. division) på en 2-årig kontrakt ved starten af juli måned 2017. Han blev fyret den 8. maj 2018 som konsekvens af dårlige resultater, selvom han havde kontrakt frem til sommeren 2019. Klubben havde på daværende tidspunkt ikke vundet i elleve kampe i træk.
Han blev den 21. juni 2018 ansat som ny træner for Brøndby IF U/19 i U/19 Ligaen fra 2018-19-sæsonens start. Han forlod Brøndby i sommeren 2020.
Den 15. januar 2021 blev han ansat som ny cheftræner for Fremad Amager.
Ved siden af jobbet som træner har Joakim blandt andet arbejdet som tekniker på hotel Østerport

## Statistik (cheftræner)

### Skive IK
1.division 2015-16 : 33 kampe med 8 sejre, 7 uafgjorte og 18 nederlag.

### Vendsyssel FF
1.division 2016-17 : 19 kampe med 9 sejre, 4 uafgjorte og 6 nederlag.